# Stord
Stord ist eine Kommune im norwegischen Fylke Vestland. Sie liegt auf der Insel Stord, wo sie nördlich an die ebenfalls auf der Insel liegende Kommune Fitjar grenzt. Weiterhin zur Kommune gehören die Inseln Huglo, Storsøya und Tanøy sowie viele kleine Inseln und Holme. Die Kommune gehört zur Landschaft Sunnhordland. Stord kommt aus der altnordischen Sprache und bedeutet in etwa „der Aufgerichtete“.
Stord hat Stadtstatus. Das administrative Zentrum der Kommune heißt Leirvik. Hier wohnen etwa 14.000 Einwohner. Sagvåg ist der zweitgrößte Ort mit rund 4.000 Einwohnern.

## Wirtschaft und Verkehr
Aker Kværner Stord in Leirvik ist die größte Werft in Norwegen. Aker Kværner Stord hat die größten Ölplattformen der Welt gebaut und ausgestattet, die Plattformen Gullfaks C und Troll.
Die Kommune beheimatet einen der fünf Campus der Hochschule Westnorwegen, die 2017 aus dem Zusammenschluss mehrerer Hochschulen, darunter der Høgskolen Stord/Haugesund, entstand.
Im Dorf Litlabø befindet sich auf dem ehemaligen Bergbaugelände Stordø Kisgruber A/S ein Bergbaumuseum.
Ein Tunnel- und Brückensystem (Trekantsambandet) verbindet seit dem 30. April 2001 Bømlo und Stord. Die Europastraße E39, die Hauptverbindung zwischen Bergen und Stavanger, geht über die Insel. Es gibt Fährverbindungen von Skjærsholmane nach Ranavik (Insel Halsnøy) und Sunde in der Kommune Kvinnherad sowie von Jektevik nach Hodnanes auf Tysnes und Huglo. Vom Flughafen Stord, Sørstokken verkehren tägliche Routenflüge nach Oslo.

## Persönlichkeiten
- Ivar Braut (* 1956), Bischof von Stavanger
- Kari Veiteberg (* 1961), Bischöfin von Oslo
- Olav Akselsen (1965–2021), Politiker
- Geirmund Brendesæter (* 1970), Fußballspieler
- Synnøve Macody Lund (* 1976), Journalistin und Schauspielerin
- Mariann Vestbøstad Marthinsen (* 1984), Sportlerin
- Skaar (* 1998), Sängerin